# Volleyball World Beach Pro Tour Futures
Los Futures son una serie de torneos oficiales de vóley playa masculino y femenino que forman parte del calendario anual del VW Beach Pro Tour. Los torneos de esta serie constituyen la tercera categoría, por detrás de los Elite 16 y los Challenge. La pareja ganadora de cada uno de estos torneos adquiere 400 puntos para su cuenta en el ranking de la FIVB.

## Distribución de puntos
Los siguientes puntos se otorgan a un jugador que logra alcanzar una determinada etapa en un torneo Futures (cuadro de 28 parejas):
- Ganador: 400 puntos
- Subcampeón: 360 puntos
- Tercer clasificado: 320 puntos
- Cuarto clasificado: 280 puntos
- Cuartos de final: 240 puntos
- Ronda 12: 180 puntos
- Fase de grupos: 140 puntos
- 2ª Fase Previa: 100 puntos
- 1ª Fase Previa: 60 puntos